# Bajip Gáidumjávri
Bajip Gáidumjávri, enligt tidigare ortografi Padje-Kaitumjaure, är en sjö i Gällivare kommun i Lappland och ingår i Kalixälvens huvudavrinningsområde. Sjön har en area på 5,43 kvadratkilometer och ligger 582 meter över havet. Padje-Kaitumjaure ligger i Torne och Kalix älvsystem Natura 2000-område. Bajip betyder övre vilket syftar på att sjön är den mest uppströms liggande av de tre Gáidumjávri.
Sjön avvattnas av vattendraget Kaitumälven (Gáidumeatnu). Tillflöden är Gáidumjohka och Čeakčajohka.

## Delavrinningsområde
Bajip Gáidumjávri ingår i det delavrinningsområde (751745-161288) som SMHI kallar för Utloppet av Padje-Kaitumjaure. Medelhöjden är 880 meter över havet och ytan är 37,47 kvadratkilometer. Räknas de 29 avrinningsområdena uppströms in blir den ackumulerade arean 516,57 kvadratkilometer. Avrinningsområdets utflöde Kaitumälven är ett biflöde till Kalixälven som mynnar i havet. Avrinningsområdet består mestadels av skog (13 %) och kalfjäll (72 %). Avrinningsområdet har 5,43 kvadratkilometer vattenytor vilket ger det en sjöprocent på 14,5 %.